# Gerrit Molbrug
De Gerrit Molbrug (brug 2171) is een voetgangersbrug in Watergraafsmeer, Amsterdam.
De brug dateert uit het begin van de 21e eeuw toen Park Frankendael een opknapbeurt kreeg. Het was in de loop der jaren vervallen, zodat het gebied heringericht werd en ook een nieuw afwateringssysteem kreeg. Om wandelpaden te houden in het park werden diverse bruggen gelegd. Deze brug is ontworpen door Haasnoot Bruggen, die tal van met name houten bruggen in Amsterdam ontwierp en plaatste.
De brug in vernoemd naar Gerrit Johannes Mol (Amsterdam, 22 januari 1894 – aldaar, 25 november 1971), een gemeenteambtenaar en heemkenner. Hij kwam in 1913 in dienst bij de gemeente Amsterdam (Gemeenteblad). Hij was er o.a. stenograaf/hoofdcommies bij raadszittingen. De jonge Willem Drees was even collega van hem. Hij had zitting in de Commissie voor Heemkunde Amsterdam, was medeoprichter en bestuurslid van Ons Amsterdam. Voor zijn werkzaamheden werd hij benoemd tot ridder in de Orde van Oranje Nassau. Zijn laatstbekende adres is de Meester P.N. Arntzeniusweg, die eveneens in de Watergraafsmeer ligt.
De brug, tot 2016 alleen aangeduid met brug 2307 (omgenummerd tot 2171) maar toen op een verzoek uit de bevolking vernoemd, is gelegen in de heemtuin van Park Frankendael. Zij is gelegen over een binnenwater in dat park. De brug bestaat uit houten liggers op stalen frame met slechts aan een kant leuningen. Het uiterlijk bestaat uit een zigzagvorm.

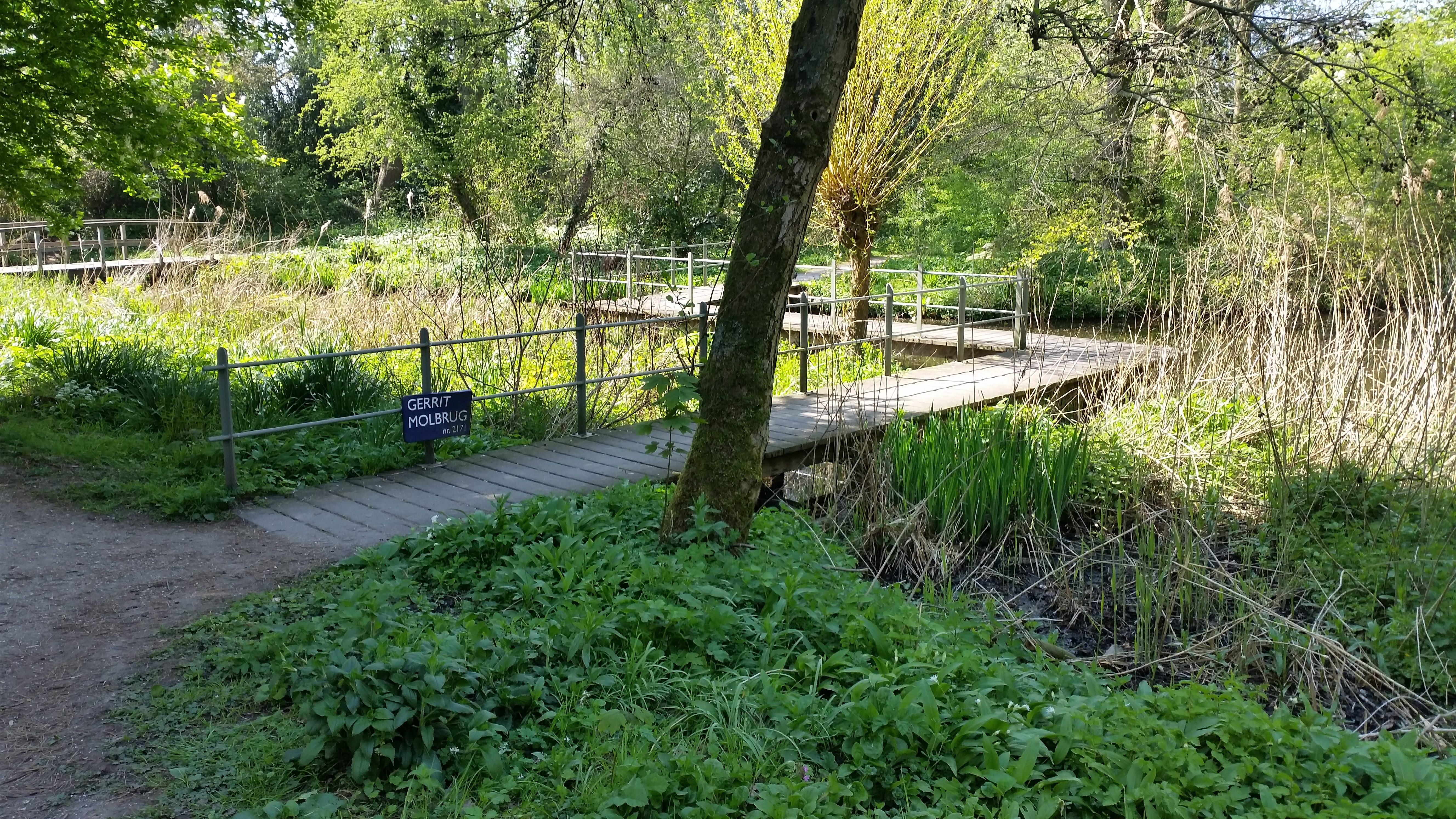
Gerrit Molbrug (midden) in april 2020)

2100 · 2102 · 2103 · 2105 · 2106 · 2107 · 2108 · 2109 · 2110 · 2111 · 2112 · 2113 · 2114 · 2115 · 2120 · 2121 · 2125 · 2127 · 2128 · 2129 · 2130 · 2131 · 2132 · 2133 · 2134 · 2135 · 2136 · 2137 · 2138 · 2139 · 2140 · 2141 · 2142 · 2143 · 2144 · 2145 · 2146 · 2147 · 2148 · 2149 · 2150 · 2151 · 2152 · 2153 · 2154 · 2155 · 2156 · 2157 · 2158 · 2159 · 2160 · 2161 · 2162 · 2163 · 2164 · 2165 · 2166 · 2167 · 2168 · 2169 · 2170 · 2171 · 2172 · 2173 · 2174 · 2175 · 2176 · 2178 · 2179 · 2180 · 2181 · 2182 · 2183 · 2184 · 2185 · 2186 · 2188 · 2189 · 2190 · 2191 · 2192 · 2193 · 2194 · 2195 · 2196 · 2197 · 2198 · 2199
Overige brugnummers zijn niet (meer) vergeven, behalve brug 2177, een verdwenen brug in Park Frankendael.